# The Million Dollar Corporation
The Million Dollar Corporation fue un stable heel en la World Wrestling Federation (WWF) desde abril de 1994 a mayo de 1996 y fue dirigida por The Million Dollar Man Ted DiBiase.

## Historia

### Inicios (1994)
DiBiase se había retirado de la competencia activa después de sufrir una lesión de espalda en una lucha en All Japan Pro Wrestling a finales de 1993 y fue traído de vuelta por la WWF como mánager. Los primeros miembros de DiBiase fueron Nikolai Volkoff y Bam Bam Bigelow. Pronto se les unió el excompañero de equipo del DiBiase Irwin R. Schyster (I.R.S.). Otra adición infame fue hecha en el principio cuando DiBiase clamó traer a The Undertaker a la WWF después de una larga ausencia. La semana siguiente un hombre luciendo y sonando como The Undertaker fue producido por DiBiase en el programa Superstars of Wrestling. Inicialmente, los anunciadores aceptaron lo que DiBiase dijo, pero eventualmente su hombre (el luchador Brian Lee) se reveló como un doppelgänger. Después de un enfrentamiento con el Undertaker real en el evento principal de SummerSlam 1994, la versión del Million Dollar Man no fue vista otra vez.
También en SummerSlam 1994, la Corporation ganó a otro miembro. Durante semanas, la WWF había dado a entender que Lex Luger se volvería heel cuando los hombres de DiBiase constantemente interfirieron en sus combates a su favor y le ofrecieron sobornos para unirse al stable. Su compañero de equipo en el momento, Tatanka, comenzó a sospechar de él y le retó a una lucha, sólo para volverse heel y unirse él mismo después de que DiBiase distrajo a Luger para que pudiera cubrirlo.
Bam Bam Bigelow se asoció con Tatanka para luchar por el Campeonato en Parejas de la WWF. Después de la derrota del equipo en la final de un torneo para determinar nuevos campeones, Bigelow se involucró en un altercado (kayfabe) con la leyenda del fútbol Lawrence Taylor quien se encontraba en ringside. Los dos se enfrentaron en el evento principal de WrestleMania XI, donde Taylor fue victorioso. Después de su derrota ante Taylor, las relaciones entre Bigelow y DiBiase se volvieron amargas, estando latente durante meses hasta que el anterior se volvió face y salvó al entonces Campeón de la WWF Diesel de una paliza a manos de la Corporation.

### Expansión (1995–1996)
A lo largo de 1995, la Corporation continuó teniendo rivalidades con los faces superiores de la WWF, incluyendo The Undertaker, Luger, Diesel y Razor Ramon. En Survivor Series 1994, la Corporation derrotó a un equipo capitaneado por Lex Luger en un combate de eliminación en equipos. Para luchar contra The Undertaker, DiBiase reclutó a King Kong Bundy y Kama, este último quien robó la urna de The Undertaker y la fundió en una cadena de oro para sí mismo. Tatanka, Bundy, Kama y I.R.S. dejaron la WWF entre mediados y finales de 1995.
DiBiase agregó a Sycho Sid después de que Sid traicionó a Shawn Michaels tras WrestleMania XI y añadió más tarde a The 1–2–3 Kid durante una rivalidad con Razor Ramon. "The Ringmaster" Steve Austin, quien utilizó inicialmente el Million Dollar Dream de DiBiase, resultó ser su último protegido. Austin tuvo una rivalidad con Savio Vega en 1996, derrotándolo (tras golpearlo con el cinturón del Campeonato del Millón de Dólares) en WrestleMania XII. Sin embargo, Vega derrotó a Austin en In Your House: Beware of Dog en un strap match. Por las estipulaciones de esa lucha, la derrota de The Ringmaster significó que DiBiase tendría que dejar la World Wrestling Federation. Si Austin hubiera ganado el combate, Vega tendría que haber sido el chofer de DiBiase. Durante la transición posterior a su icónico personaje, "Stone Cold" Steve Austin diría que perdió ante Vega intencionalmente con el fin de deshacerse de DiBiase. DiBiase dejó la WWF y se unió a WCW ese año.

## Miembros
- Ted DiBiase (líder)[1]
- Nikolai Volkoff[1]
- Bam Bam Bigelow[1]
- Irwin R. Schyster[1]
- Tatanka[1]
- King Kong Bundy[1]
- Kama
- Sycho Sid[1]
- 1-2-3 Kid[1]
- Xanta Klaus[1]
- "The Ringmaster" Steve Austin